# 侍衛處
侍衛處，又稱為領侍衛府，是清朝的禁衛軍之侍衛、親軍營主管機構，職掌值班宿衛皇宮、隨扈皇帝巡幸祭祀、戒護行宮、導領引見大臣、稽查人員出入等事。

## 建置
順治元年（1644年）正式設置，清前期文獻較多稱作領侍衛府。

## 職官編制

### 領侍衛內大臣
正一品武職，定員為6人，上三旗各2人。統管侍衛處侍衛。缺出，由領侍衛內大臣將內大臣、散秩大臣、八旗滿洲蒙古都統、前鋒統領、護軍統領、外省將軍，職名開列具奏補放。領侍衛內大臣內，如有出兵、出差者，將內大臣、散秩大臣等職名進。」

### 內大臣
從一品武職，定員為6人，上三旗各2人。全稱「掌統領侍衛親軍內大臣」，因統領侍衛親軍，「以先後宸御，左右翊衛」，故名。內大臣缺出，由領侍衛內大臣將散秩大臣職名開列具奏補放。

### 散秩大臣
從二品武職，無定員。職責統領侍衞、親軍，協助領侍衛內大臣、內大臣的侍衛一應相關事務。該職多由皇帝特恩補授，多授予宗室、貴冑的後代，乃是清朝皇帝除了封賞爵位外的另一恩典方式，可以快速爬升至二品高官的地位。散秩大臣雖為從二品，卻只食三品俸祿。一般從王公貴族或功勛大臣及其後代中揀選任命，「多由特恩補授，或人員不敷，於宗室、鎮國公、輔國公，鎮國、輔國將軍，宗室一等侍衛暨公、侯、伯、子、男內簡選引見，或授散秩大臣，或署散秩大臣。」
散秩大臣亦可世襲，不過，有清一代得以世襲散秩大臣的家族寥寥可數。依《嘯亭雜錄》所載，「只有蒙古明安貝勒後一人，佟忠勇公國綱後一人，李懋烈公國翰後一人，覺羅武功郡王後一人，石忠毅公廷桂後一人，楊額駙舒後一人。」
滿蒙勳貴子弟歷官散秩大臣者較多，漢人功臣子弟則難以再升遷內大臣。龔自珍評：「漢人襲父爵者，出為弁士，入為侍衛，父祖功最高，入拜散秩大臣，而蔭庇之榮極矣！」

### 隨印協理事務侍衛班領
正三品武職，12人，又稱續辦事章京，於侍衛班領、署侍衛班領、侍衛什長內選授。

### 侍衛班領
或稱侍衛領班，正四品武職，12人；署侍衛班領24人。

### 侍衛什長
侍衛兼職，79人，其中宗室9人，都自侍衛內揀選引見兼授。

### 一等侍衛
又稱頭等侍衛，正三品武職，60人，每旗各20人；另宗室缺一等9人，每旗各3人。
一等侍衛缺出，於二等侍衛內揀選補放。雍正五年（1727年）制定漢侍衛制度後，武舉考中武狀元者，也授予一等侍衛。

### 二等侍衛
正四品武職，150人，每旗各50人；另宗室缺二等18人，每旗各6人。二等侍衛缺出，於三等侍衛內揀選補放。
雍正五年（1727年）制定漢侍衛制度後，武舉考中武榜眼、武探花者，授二等侍衛。

### 三等侍衛
正五品武職，270人，每旗各90人；另宗室缺三等63人。旗各21人。
三等侍衛缺出，於四等侍衛藍翎侍衛內揀選補放；上三旗雲騎尉以上世職，前鋒校、親軍校、護軍校、驍騎校；下五旗擡入公中之雲騎尉以上世職，前鋒校、親軍校、護軍校、驍騎校等揀選補放。二甲前十名者
雍正五年（1727年）制定漢侍衛制度後，考中武進士第二甲前十名者，授三等侍衛。

### 藍翎侍衛
正六品武職，90人，每旗各30人。藍翎侍衛缺出，於侍衛處筆帖式、恩騎尉、各項拜唐阿、閒散覺羅、大臣子弟、前鋒、親軍、護軍等揀選補放。

### 四等侍衛

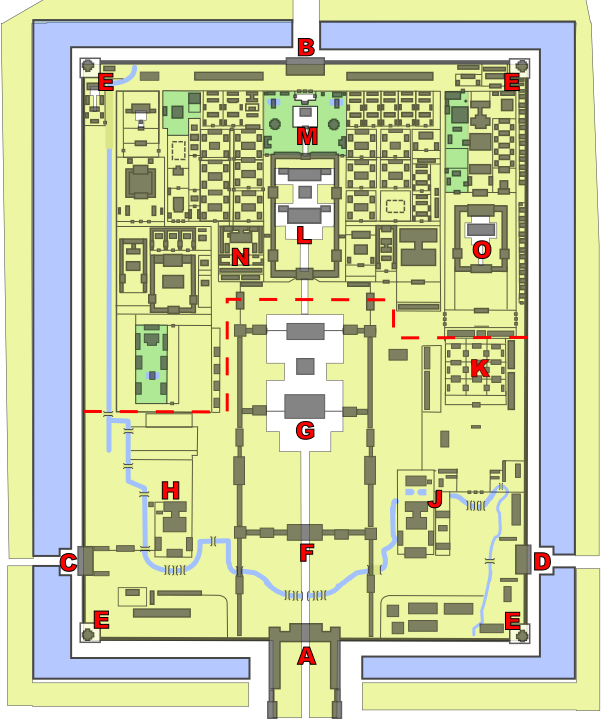
紫禁城示意圖
----
- - - 在內廷(北側)與外朝(南側)的粗略的區分境界
----
A. 午門
B. 神武門
C. 西華門
D. 東華門
E. 角樓
F. 太和門
G. 太和殿
H. 武英殿
J. 文華殿
K. 南三所
L. 後三宮（乾清宫）
M. 御花園
N. 養心殿
O. 皇極殿

從五品武職，無員限。
| A. 午門 B. 神武門 C. 西華門 D. 東華門 E. 角樓 F. 太和門 G. 太和殿 | H. 武英殿 J. 文華殿 K. 南三所 L. 後三宮（乾清宫） M. 御花園 N. 養心殿 O. 皇極殿 |

### 御前侍衛
御前侍衛，由各品級侍衛中「貴戚或異材」之勳戚、宗室等滿洲旗人揀選，在內廷（乾清門至神武門）近御行走，由御前大臣統轄，與乾清門侍衛合稱「內班侍衛」。

### 乾清門侍衛
乾清門侍衛，由各品級侍衛揀選，在內廷的乾清門輪值，「在乾清門行走」，由御前大臣統轄，與御前侍衛合稱「內班侍衛」。

### 大門侍衛
大門侍衛，由各品級侍衛揀選，在外廷的太和門輪值，「在太和門行走」，由領侍衛內大臣、內大臣統轄，又稱「外班侍衛」。

### 漢侍衛
雍正五年（1727年）始制定漢侍衛制。漢侍衛主要由武進士授職，不定額：狀元授一等侍衛，榜眼、探花授二等侍衛，二甲授三等侍衛，三甲授藍翎侍衛。漢侍衛得選充外班侍衛，不得入內廷，僅嘉慶朝楊芳特授御前侍衛。

## 兼充職
侍衛人員內並隸屬於尚虞備用處36人，善撲營、鑾儀衛無常額，內務府上駟院24人，養鷹狗處9人，武備院、御茶膳房無常額，都由侍衛處撥用兼充辦事。
烏里雅蘇臺將軍轄區（外蒙古）、伊犁將軍轄區（新疆）各處駐劄大臣，亦多由皇帝於親信侍衛簡放差派，以侍衛原官兼充。

### 卡倫侍衛
烏里雅蘇臺將軍轄區（外蒙古）、伊犁將軍轄區（新疆）各處卡倫，設卡倫侍衛，由侍衛處各等侍衛受挑選差遣戍守，各以原職品秩兼充，任期三年，因遙遠勞苦，按例皆有賞賜。任滿後該處主管之駐防將軍、駐劄大臣得酌予保舉。
- 烏里雅蘇臺9人。
  - 科布多2人。
- 伊犁12人。
  - 烏魯木齊3人。
  - 塔爾巴哈臺12人。
- 喀什噶爾13人。乾隆二十六年（1761年）設15人，三十五年（1770年）移駐塔爾巴哈臺2人。
  - 烏什、阿克蘇11人。烏什另護送伯克侍衛1人。
  - 葉爾羌13人。乾隆二十六年（1761年）設15人後減2人。

另有部分領催、委署前鋒校賞給七品或六品頂戴在卡倫侍衛上行走者無定額。

## 仕途升轉
侍衛處乃是清代皇帝的侍衛親軍機構，出任侍衛也是清代滿族勳貴的晉升捷徑。學者查考康熙至同治的86位滿蒙大學士和軍機大臣，其中侍衛出身者共24人，占28%。若將擔任過侍衛（起復或受罰）、御前大臣、領侍衛內大臣、掌鑾儀衛事大臣、內大臣、散秩大臣等侍衛系統官職考慮在內，這一比例將會大大提高，約達80%。
初選侍衛皆授為三等及藍翎侍衛，歲以冬月推升，一等侍衛員缺於該旗二等侍衛內；二等侍衛員缺於三等侍衛內；三等侍衛員缺於藍翎侍衛及五品以上世爵、親軍、前鋒、護軍諸校內；藍翎侍衛員缺，於該旗侍衛筆帖式及七品官、世族子弟，並親軍、前鋒、護軍、執事人內，均引見補授，至勳戚後裔內，有特旨初選即授為一二等侍衛者即坐補本旗員缺。
關於侍衛的當差年齡，乾隆朝規定外任旗員子弟滿18歲者均須歸旗當差，如乾隆五十八年（1793年）加恩授海蘭察次子安成為藍翎侍衛時，諭旨有稱：「俟十八歲時再行當差，以示朕軫恤勛臣至意。」換言之，即便是功勛子弟，若年齡未滿，即便賞侍衛銜亦不得當差，至18歲方可。然查宮中檔奏折，比較侍衛的年齡與其行走年限可知，清代後期，侍衛當差年齡未必嚴格是18歲，而是以此為基點上下浮動，略有參差，如光緒年間的藍翎侍衛英啟23歲，但已「行走七年」。